# Stolpe (Angermünde)

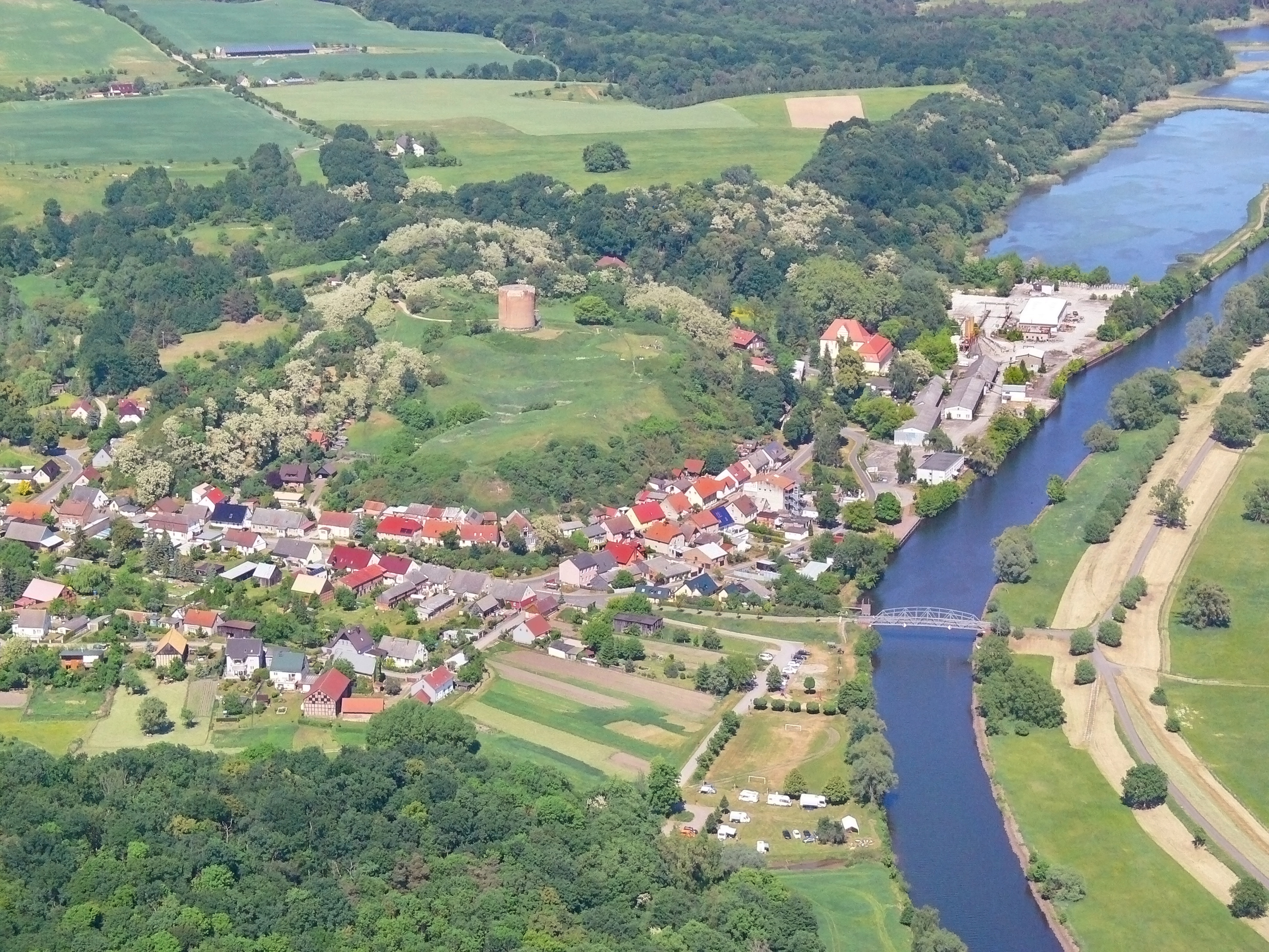
Stolpe am Kanal mit Stolper Turm und Schloss 08-19

Stolpe ist ein Ortsteil der Stadt Angermünde im Landkreis Uckermark, Brandenburg. Es liegt im Nationalpark Unteres Odertal an der Hohensaaten-Friedrichsthaler Wasserstraße, welche weitgehend dem früheren Verlauf der Oder entspricht.
Der Ort hat etwa 380 Einwohner auf einer Fläche von 1029 ha bei einer Landwirtschaftsfläche von 591 ha sowie 225 ha Wald. Das ehemalige Schloss (oder Herrenhaus) Stolpe wurde Mitte des 16. Jahrhunderts errichtet und nach einem Brand 1922 neu aufgebaut; heute ist dort ein Kinder- und Jugendheim untergebracht. Seit 2002 führt Stolpe den Titel „Nationalparkgemeinde“. Es sind eine Bootsanlegestelle sowie Übernachtungsmöglichkeiten vorhanden.

## Geschichte

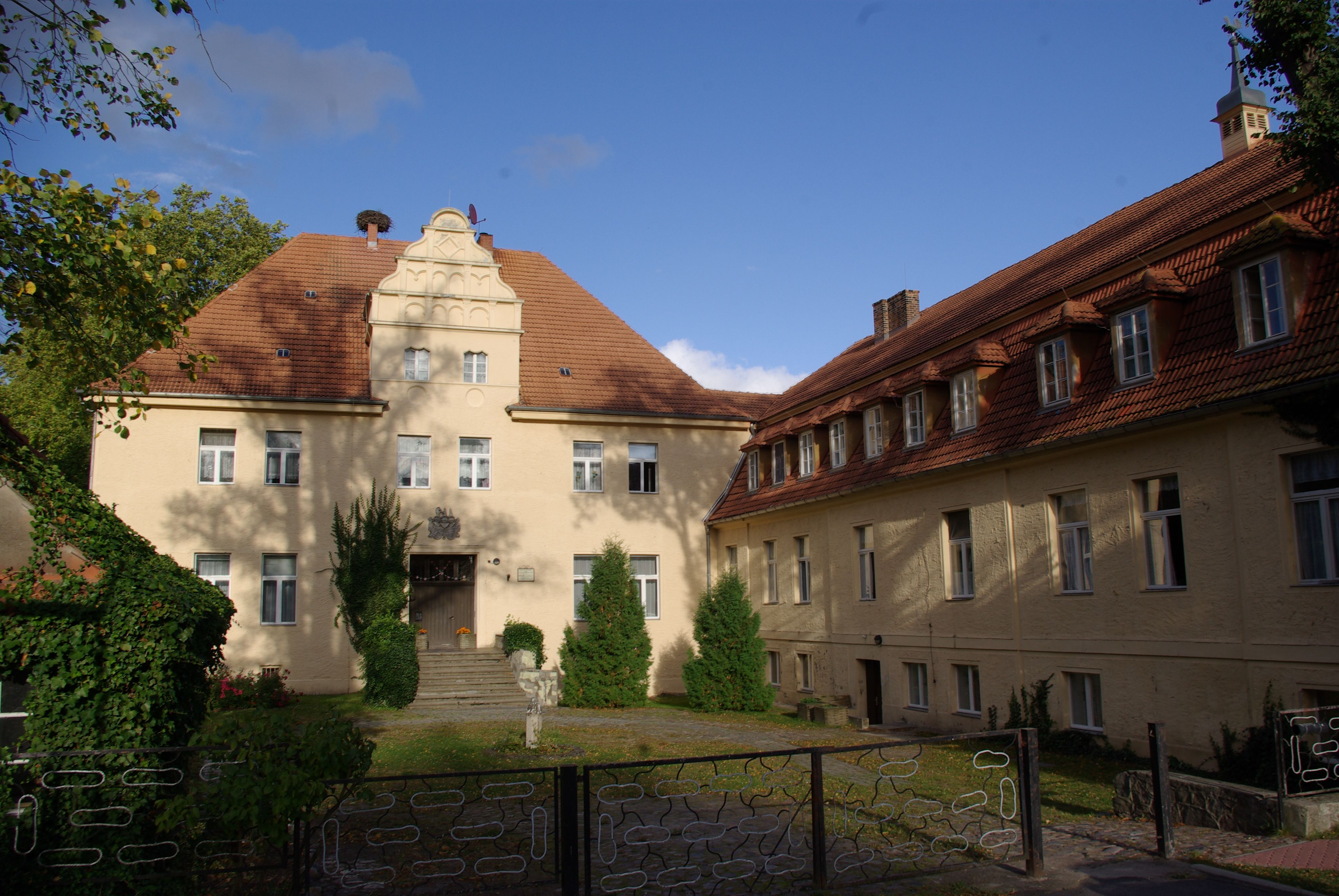
Das Herrenhaus in Stolpe

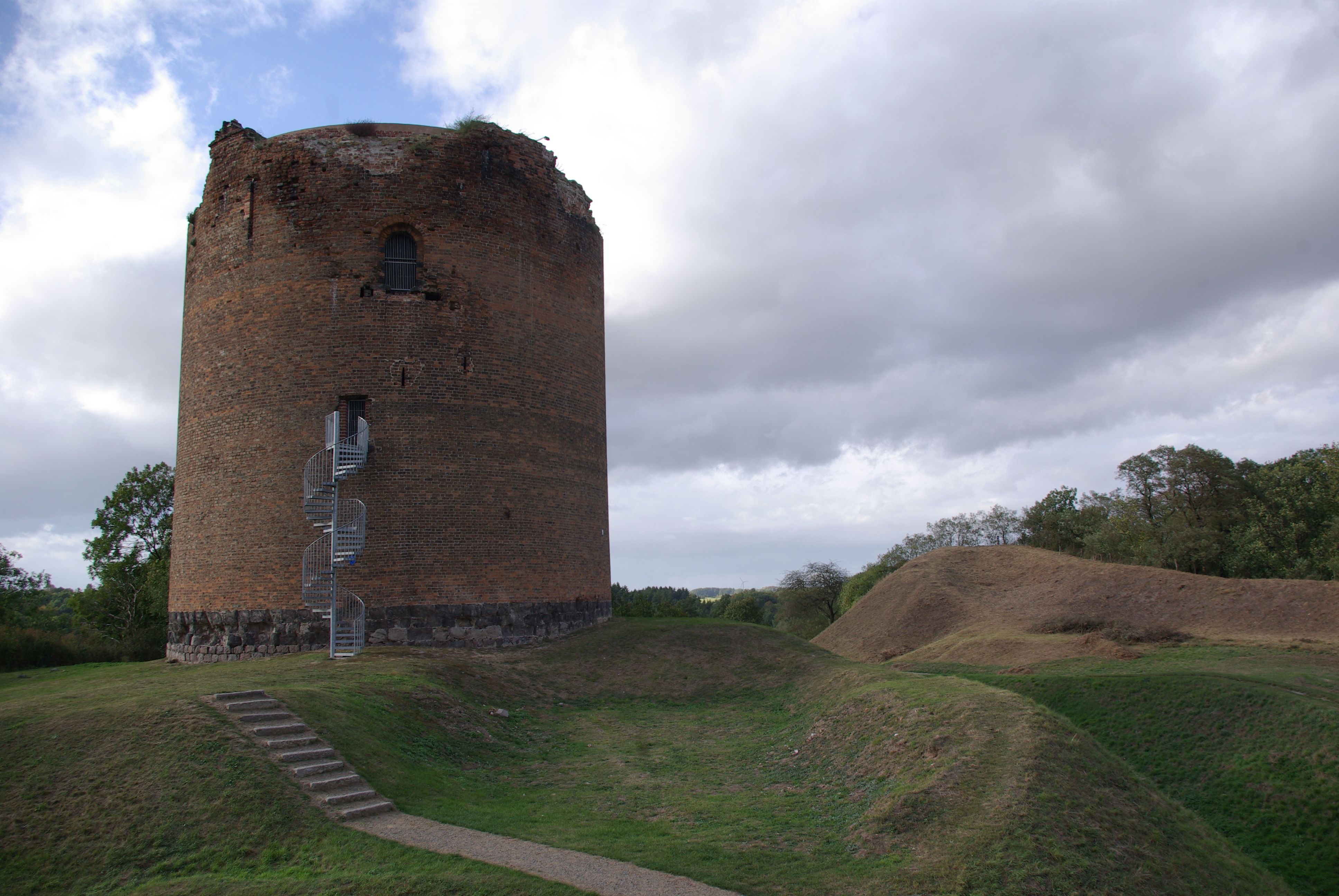
Der Burgfried der Burg Stolpe

Stolpe existierte als slawische Siedlung der Ukraner bereits vom 8. bis ins 12. Jahrhundert einige Meter weiter nördlich, am Fuße einer slawischen Wallburg, in der ab etwa 1170 die Turmburg Stolpe errichtet wurde. Für die urkundliche Ersterwähnung de Stolp wird das Jahr 1251 angegeben. Der Name leitet sich vom altslawischen Wort stlŭpŭ für Säule oder Ständer ab; gemeint ist hier ein Fischständer im Fluss, eine Vorrichtung zum Fischfang.
Die slawische Siedlung bestand aus zwei Siedlungsflächen, welche jeweils durch einen Abschnittswall mit davor gelagertem Graben geschützt waren.
Stolpe gehörte zunächst unter dänischer Oberhoheit zum Herzogtum Pommern, kam 1251 an Brandenburg und wurde bis 1432 Sitz einer Vogtei und Propstei. 1286 erhielt Stolpe Stadtrecht, blieb aber unbefestigt. Von 1349 bis 1445 waren Stadt und Burg erneut im Besitz der Herzöge von Pommern. Im Krieg um die Uckermark eroberte Markgraf Friedrich II. Eisenzahn von Brandenburg im Jahr 1445 Stolpe, das seitdem zu Brandenburg gehörte. 1778 wurde Stolpe das Stadtrecht wieder aberkannt.
Stolpe war mehrere Generationen im Besitz der märkischen Linie des brandenburgischen Uradelsgeschlechts der von Buch und besaß noch weiteren Nebengüter. Die Vertreter der Familie übten neben der Gutsherrenschaft politische Ämter aus. So war Alexander von Buch (1814–1885) auf Stolpe, verheiratet mit Veronika Freiin von Steinäcker, Schloßhauptmann zu Schwedt und königlich preußischer Landrat. Auch sein Sohn Johann Georg von Buch-Stolpe (1845–1914) hatte mehrere Ämte inne. Er wurde wie das Vater Schloßhauptmann und war Kammerherr, Mitglied des Preußischen Herrenhauses, Ritterschaftsdirektor und Rittmeister d. R. Als Grundbesitzer stiftete er zur Regelung und Sicherung der Erbfolge einen Familienfideikommiss. Ehrenamtlich engagierte sich von Buch-Stolpe als Rechtsritter des Johanniterordens. Mit seiner Frau Marie, geborene Freiin von dem Busche-Ippenburg gen. von Kessel (1857–1937), lebte er auf Schloss Stolpe. Die Familie galt als gut situiert und fand Erwähnung im Adressbuch der Millionäre von 1894. Vor der großen Wirtschaftskrise 1929/1930 beinhaltete der Gutskomplex Stolpe samt Rittergut und Schloß, sowie Vorwerk Linde 531 ha. Dazu gehörten das Rittergut Dobberzin mit 722 ha, Rittergut Flemsdorf auf 1034 ha, Rittergut Gellmersdorf 734 ha und Rittergut Schöneberg mit Vorwerk Altgalow zu 1122 ha. Die Flächen waren teils verpachtet oder wurden durch Verwalter geleitet, an der Spitze Güterdirektor Bräuninger. Zwei Bereiche führten Administratoren, oft eingesetzt von der Ritterschaftsbank als Kreditunternehmen. Letzter Grundbesitzer und Erbe war nach dem Genealogischen Handbuch des Adels Johann Siegfried von Buch. Er lebte mit seiner Familie nach der Bodenreform 1945 in Wolfsburg.

### Eingemeindung
Am 26. Oktober 2003 wurde Stolpe nach Angermünde eingemeindet.

## Bauwerke

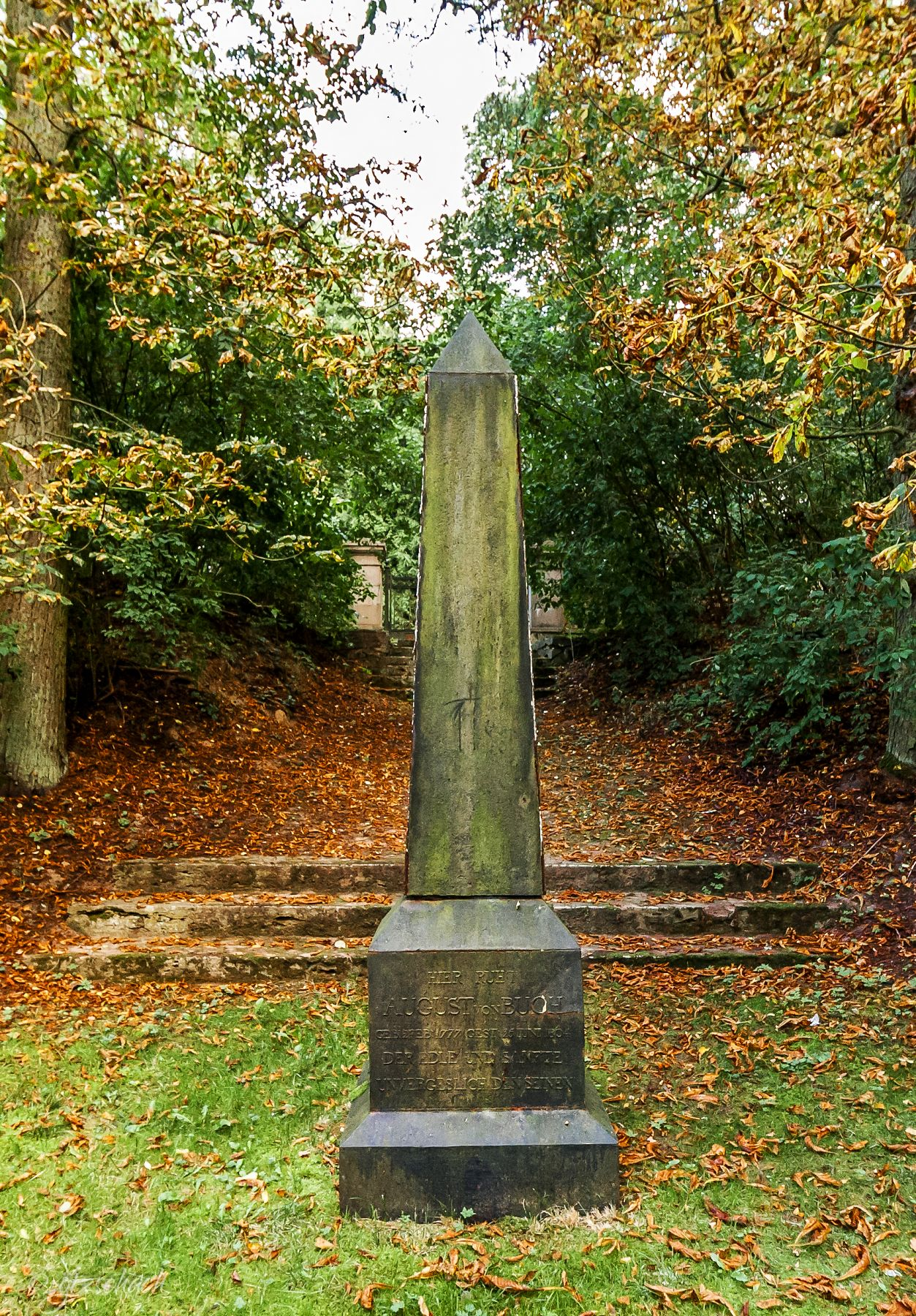
Erbbegräbnis der Familie von Buch in Stolpe

Das bedeutendste historisches Bauwerk in Stolpe ist der so genannte „Grützpott“, die Ruine der Turmburg Stolpe aus dem 12. Jahrhundert auf einer Anhöhe (Grundmoräne) an der Oder. Die Turmburg wurde 1445 von den Brandenburgern erobert und brannte aus. Im Ort befindet sich neben dem Park das Herrenhaus der Familie von Buch aus dem Jahr 1545, das jedoch 1917 abbrannte und 1921/22 in vereinfachter Form wieder aufgebaut wurde. Heute wird das Herrenhaus für die Betreuung von Kindern und Jugendlichen genutzt. Am Rand des Parks liegt das Erbbegräbnis der Familie von Buch.
Schräg gegenüber dem Herrenhaus wurde um 1845 das Schweizer Haus als Gästehaus der Familie von Buch erbaut. Heute befinden sich Ferienwohnungen in dem Haus. Auf dem Gemeindefriedhof befindet sich die denkmalgeschützte Friedhofskapelle.

## Persönlichkeiten
- Christian Leopold von Buch (1774–1853), Geologe
- Leopold von Buch (1850-1927), Verwaltungsbeamter, Rittergutsbesitzer und Parlamentarier, in Stolpe geboren
- Georg von Buch (1856–1924), Mitglied des Preußischen Abgeordnetenhauses, Domherr, Kurator der Ritterakademie Brandenburg, in Stolpe geboren